# Rugby-Union-Südamerikameisterschaft 1997
Die Rugby-Union-Südamerikameisterschaft 1997 (spanisch Sudamericano de Rugby 1997) war die 20. Ausgabe der südamerikanischen Kontinentalmeisterschaft in der Sportart Rugby Union. Teilnehmer waren die Nationalmannschaften von Argentinien, Chile, Paraguay und Uruguay. Den Titel gewann zum 19. Mal Argentinien.

## Tabelle
Für einen Sieg gab es zwei Punkte, für ein Unentschieden einen Punkt, bei einer Niederlage null Punkte.
|    | Land        | Spiele | Siege | Unent. | Ndlg. | Spiel- punkte | Diff. | Tabellen- punkte |
| -- | ----------- | ------ | ----- | ------ | ----- | ------------- | ----- | ---------------- |
| 1. | Argentinien | 3      | 3     | 0      | 0     | 184:27        | + 157 | 6                |
| 2. | Uruguay     | 3      | 2     | 0      | 1     | 116:82        | + 34  | 4                |
| 3. | Chile       | 3      | 0     | 0      | 3     | 25:203        | − 178 | 0                |
| 4. | Paraguay    | 3      | 1     | 0      | 2     | 85:98         | − 13  | 2                |

## Ergebnisse
| 24. August 1997 | Uruguay | 32 : 17 | Chile | Carrasco Polo Club, Montevideo Schiedsrichter: Roberto Martine |
| 24. August 1997 | Bericht |         |       | Carrasco Polo Club, Montevideo Schiedsrichter: Roberto Martine |

| 30. August 1997 | Chile | 58 : 16 | Paraguay | Prince of Wales Country Club, Santiago de Chile |
| 30. August 1997 |       |         |          | Prince of Wales Country Club, Santiago de Chile |

| 13. September 1997 | Argentinien                                                                                        | 78 : 0         | Paraguay | Aranduroga Rugby Club, Corrientes Schiedsrichter: Marcelo Didier (Chile) |
| 13. September 1997 | Versuche: Aguirre Brandi Carmona Diaz Giannantonio Gómez (3) Rave Rotondo (3) Erhöhungen: Luna (9) | (29:0) Bericht |          | Aranduroga Rugby Club, Corrientes Schiedsrichter: Marcelo Didier (Chile) |

| 20. September 1997 | Paraguay                | 9 : 67         | Uruguay | Yacht y Gold Club, Asunción Schiedsrichter: Gustavo López (Uruguay) |
| 20. September 1997 | Straftritte: Britos (3) | (6:18) Bericht | Versuche: Aguirre Ferres (2) Labat Ormaechea Reyes Sciarra Suárez 1 weiterer Spieler Erhöhungen: Reyes (6) Sciarra (2) Straftritte: Reyes (2) | Yacht y Gold Club, Asunción Schiedsrichter: Gustavo López (Uruguay) |

| 27. September 1997 | Uruguay                                                                   | 17 : 56        | Argentinien | Carrasco Polo Club, Montevideo Schiedsrichter: Manuel Toledo (Chile) |
| 27. September 1997 | Versuche: Ormaechea Strafversuch Erhöhungen: Reyes (2) Straftritte: Reyes | (3:29) Bericht | Versuche: Albanese Díaz N. Fernández Miranda Orengo (2) Promanzio Soler Ugartemendia Erhöhungen: J. Fernández Miranda (5) Straftritte: J. Fernández Miranda Dropgoals: J. Fernández Miranda | Carrasco Polo Club, Montevideo Schiedsrichter: Manuel Toledo (Chile) |

| 4. Oktober 1997 | Argentinien                                                                                     | 50 : 10        | Chile                                                        | Maristas Rugby Club, Mendoza Schiedsrichter: Eduardo Blengio (Uruguay) |
| 4. Oktober 1997 | Versuche: Durand Gravano Lopresti Mulieri (2) Ruiz (2) Erhöhungen: Mesón (6) Straftritte: Mesón | (31:3) Bericht | Versuche: Pizarro Erhöhungen: González Straftritte: González | Maristas Rugby Club, Mendoza Schiedsrichter: Eduardo Blengio (Uruguay) |